# Gustaaf de Jongh
Gustaaf Adolf de Jongh (Ambon (Indonesië), 13 november 1926 - Curaçao, 11 mei 1988) was een Antilliaans schrijver.
De Jongh werd in 1926 in Indonesië geboren uit Antilliaanse ouders. Op negenjarige leeftijd kwam hij naar Curaçao. Eerst werkte hij in de handel en bij de Shell. Later werd hij ambtenaar.
De Jongh was actief in de literaire sportwereld op Curaçao. Hij was sportredacteur voor verschillende lokale kranten zoals Amigoe, Beurs- en Nieuwsberichten en La Prensa. Hij  was ook bestuurlijk actief als voorzitter van de Nederlands-Antilliaanse Gewichtshefbond en reisde als delegatieleider mee naar internationale sportontmoetingen. In 1970 bracht hij het boekwerk Antillas na Panama uit over de Nederlands-Antilliaanse deelname op de Centraal-Amerikaanse en Caraïbische Spelen in Panama. In 1975 publiceerde hij zijn autobiografie: Driemaal is scheepsrecht, waarin hij zijn woelige loopbaan als ambtenaar en de rechtszaken tegen zijn werkgever beschreef. Voor de ambtenarij van de Nederlandse Antillen is dit boek een historisch novum. Zijn debuutroman was Zwarte makamba (1981). Eerder in 1962 was zijn korte verhalenbundel Bou pal'i flamboyant in het Papiaments verschenen.
Hij heeft drie kinderen nagelaten, Taffy, Ludrid en Giana, die op hun beurt ook prominent zijn geweest in de Curaçaose sportwereld. Hij was gehuwd met Gloria Betrian.
- International Standard Name Identifier: 0000 0003 9028 917X
- Nederlandse Thesaurus van Auteursnamen: 072376031
- Virtual International Authority File: 283882738
- WorldCat: E39PBJpdVkQ9ymjMkrKB7GQjG3